# Staatsmeisterschaft von Tocantins (Frauenfußball)
Die Staatsmeisterschaft von Tocantins für Frauenfußball (portugiesisch Campeonato Tocantinense de Futebol Feminino) ist die seit 1993 mit einer Unterbrechung von zwanzig Jahren von der Federação Tocantinense de Futebol (FTF) ausgetragene Vereinsmeisterschaft im Frauenfußball des Bundesstaates Tocantins in Brasilien.
Nachdem zwischen den Jahren 1993 und 1999 erstmals eine Meisterschaft ausgetragen wurde, fand danach im bevölkerungsarmen Tocantins bis zum Jahr 2021 kein weiterer Wettbewerb dieses Namens mehr statt. Zur Teilnahme an der Copa do Brasil Feminino hatte der Landesverband in den Jahren von 2007 bis 2013 jeweils einen Verein nominiert, oder diese zwischen zwei Vereinen in einem Entscheidungsspiel ermitteln lassen. Ab 2013 organisierte der Verband einen Fußballwettkampf für Frauenmannschaften, der in das mehrtägige, alljährlich veranstaltete Torneio Interestadual de Futebol integriert war, welches bis dahin ausschließlich für Jungennachwuchskader ausgerichtet wurde. Das im Jahr 2013 stattfindende Turnier war bereits seine zwanzigste Ausgabe. Über das Turnier wurde seither der staatliche Vertreter für die nationalen Wettkämpfe um die Copa do Brasil, bzw. seit 2017 für die zweite Liga der nationalen Meisterschaft (Série A2) des jeweils nachfolgenden Jahres ermittelt, womit der Gewinn gleichbedeutend mit dem einer Meisterschaft war, die rückwirkend auch als solche anerkannt wird.
2016 verzichtete AA Estrela Real auf sein Startrecht zugunsten des Paraíso EC bei der Copa do Brasil 2016 aus finanziellen Erwägungen. Paraíso wiederum verzichtete auf sein Startrecht in der Série A2 2018 zugunsten des Gurupi EC.
Seit 2021 wird in Tocantins wieder ein Meisterschaftswettbewerb für Frauen gespielt, über den seither die Qualifikation zur dritten Liga (Série A3) der brasilianischen Meisterschaft entschieden wird. Das sportliche Niveau des Fußballsports bewegt sich in Tocantins generell auf Amateurebene. In den Wettbewerben der Frauen nehmen zumeist nicht mehr als vier Vereine teil.

## Meisterschaftshistorie

### Ehrentafel der Gewinner
| 5 Titel | Paraíso EC/Intercap EC (Paraíso do Tocantins)                                                               |
| 3 Titel | AA Estrela Real (Palmas)                                                                                    |
| 2 Titel | SE São Valério (São Valério da Natividade) Porto Nacional (Porto Nacional)                                  |
| 1 Titel | Gurupi EC (Gurupi) Vila Nova Tecnorte Palmas FR (Palmas) AE Polivalente (Palmas) 100 Limites FC (Araguaína) |

### Chronologie der Meister
| Saison                                          | Meister                                              | Vizemeister                                          | Torschützenkönigin                                   |        |
| ----------------------------------------------- | ---------------------------------------------------- | ---------------------------------------------------- | ---------------------------------------------------- | ------ |
| 1993                                            | Gurupi EC                                            | Taquaralto                                           |                                                      |        |
| 1994                                            | Intercap EC                                          | Taquaralto                                           |                                                      |        |
| 1995                                            | Porto Nacional                                       |                                                      |                                                      |        |
| 1996                                            | Porto Nacional                                       | Araguaína FR                                         |                                                      |        |
| 1997                                            | Vila Nova                                            | Palmense                                             |                                                      |        |
| 1998                                            | Tecnorte                                             | Vila Nova                                            |                                                      |        |
| 1999                                            | Palmas FR                                            | Vila Nova                                            |                                                      |        |
| Kein Meisterschaftswettbewerb von 2000 bis 2012 |                                                      |                                                      |                                                      |        |
| 2013                                            | AA Estrela Real                                      | Paraíso EC                                           | Elenize (AA Estrela Real; 7)                         | [ 4 ]  |
| 2014                                            | AA Estrela Real                                      | Paraíso EC                                           | ?                                                    | [ 5 ]  |
| 2015                                            | AA Estrela Real                                      | Paraíso EC                                           | Samara (AA Estrela Real; 7)                          | [ 6 ]  |
| 2016                                            | Paraíso EC                                           | Gurupi EC                                            | Laiana (Paraíso EC; 3)                               | [ 7 ]  |
| 2017                                            | Paraíso EC                                           | Gurupi EC                                            | Alane Barbosa (Paraíso EC; 3)                        | [ 8 ]  |
| 2018                                            | SE São Valério                                       | Gurupi EC                                            | Paloma (Gurupi EC; 5)                                | [ 9 ]  |
| 2019                                            | SE São Valério                                       | Almas EC                                             | Paloma (SE São Valério; 5)                           | [ 10 ] |
| 2020                                            | Meisterschaft nicht ausgetragen (COVID-19-Pandemie). | Meisterschaft nicht ausgetragen (COVID-19-Pandemie). | Meisterschaft nicht ausgetragen (COVID-19-Pandemie). |        |
| 2021                                            | Paraíso EC                                           | Grêmio Tocantins                                     | ?                                                    | [ 11 ] |
| 2022                                            | AE Polivalente                                       | Paraíso EC                                           | ?                                                    | [ 12 ] |
| 2023                                            | Paraíso EC                                           | 100 Limites FC                                       | ?                                                    | [ 13 ] |
| 2024                                            | 100 Limites FC                                       | Paraíso EC                                           | ?                                                    | [ 14 ] |